# کلاماتو
کلاماتو یا کِـلِماتو (انگلیسی: Clamato؛ ‏‎/kləˈmɑːtəʊ/‎؛ ‏‎/kləˈmætoʊ/‎) که آمریکایی‌ها آن را کِـلِـمِیتو (‎/kləˈmeɪtəʊ/‎) هم تلفظ می‌کنند، یک نوشیدنی تجاری ساخته شده از آب گوجه‌فرنگی کنسانتره و شکر است که با ادویه، گوشتابه صدف دوکفه‌ای خشک‌شده و مونوسدیم گلوتامات طعم‌دار می‌شود. این نوشیدنی توسط شرکت ماتس ساخته شده است. نام این نوشیدنی یک تکواژ چندوجهی از واژه clam (صدف) و tomato (گوجه فرنگی) است. در اصطلاح عامیانه به آن «آب کلماتو» نیز گفته می‌شود. کلاماتو در کانادا، مکزیک و به میزان کمتری در ایالات متحده آمریکا مصرف می‌شود. کلاماتو را اغلب با نوشیدنی‌های الکلی مخلوط می‌کنند تا با آن کوکتل کانادایی سزار درست شود که چیزی شبیه به بلادی مری است.
فرضیه‌های متعددی دربارهٔ خاستگاه این نوشیدنی وجود دارد. «اِکتور کابانده» خاستگاه آن را یک بار در شهر تیخوانا مکزیک می‌داند. از طرفی در سال ۱۹۳۵، شرکت «کلاماتو نیویورک» «ترکیب از آب صدف و گوجه فرنگی» را تولید کرد. در سال ۱۹۳۸، مجله «هاوس اند گاردن» دستور العملی را برای تهیه «کوکتل آب گوجه فرنگی و صدف» چاپ کرد که شامل آب گوجه فرنگی، گوشتابه صدف و نمک بود. در سال ۱۹۴۰، «سلطان لابستر» هری هاکنی نشان تجاری کلاماتو را ثبت کرد. رستوران او در آتلانتیک سیتی، نیوجرسی، آب کلاماتو را در قوطی می‌فروخت. سرانجام در سال ۱۹۵۷، شرکت آمریکایی مک‌کورمیک درخواست رسماً مالکیت کلاماتو و نام تجاری آن را برای ترکیب چاشنی آب گوجه فرنگی و گوشتابهٔ صدف را ثبت کرد. این ثبت علامت تجاری هنوز معتبر است و اکنون متعلق به شرکت کیورگ دکتر پپر است.